# Armenian Airlines (1991)
Armenian Airlines était la plus grande compagnie aérienne de l'Arménie jusqu'à sa faillite en 2004. Sa flotte était essentiellement composée d'Iliouchine Il-86 et d'Airbus A310. Son code AITA était R3 et son code OACI RME.

## Histoire
La compagnie fut créée peu après l'indépendance de l'Arménie en 1991 et était la seule compagnie arménienne jusqu'en 2001. À partir de cette date, les compagnies Armavia et Armenian International Airways lancèrent leurs vols commerciaux et commencèrent à concurrencer Armenian Airlines.
Jusqu'en 1997, les chiffres de la compagnie étaient très positifs mais ils commencèrent à chuter en 1998. Armenian Airlines fit faillite en 2004 et c'est la compagnie Armavia qui prit la succession de ses vols.
Armenian Airlines opérait un Airbus A310 ainsi que des appareils de manufacture russes.

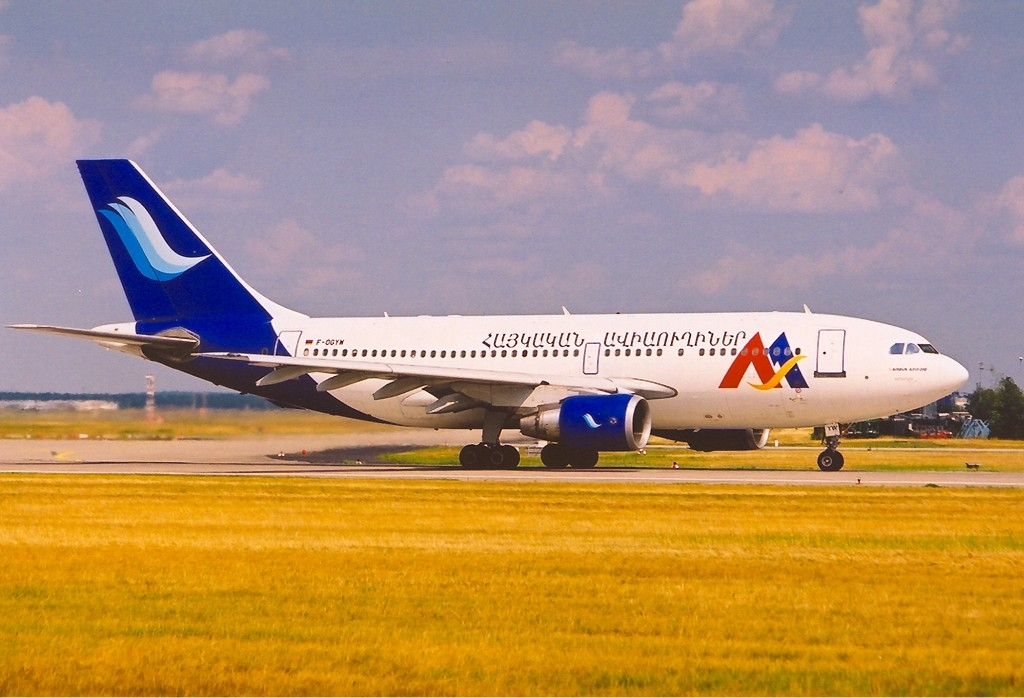
A310 d'Armenian Airlines en 2001